# Donges

Localització de Donges

Donges (en bretó Donez) és un municipi francès, situat a la regió de país del Loira, al departament de Loira Atlàntic, que històricament ha format part de la Bretanya. L'any 2006 tenia 6.338 habitants. Limita al nord-oest amb Crossac, al nord amb Besné, al nord-est amb Prinquiau, a l'oest amb Montoir-de-Bretagne, a l'est amb La Chapelle-Launay, al sud amb Paimboeuf, al sud-est amb Saint-Viaud i al sud-oest amb Corsept.

## Demografia
| 1962                                       | 1968  | 1975  | 1982  | 1990  | 1999  |
| ------------------------------------------ | ----- | ----- | ----- | ----- | ----- |
| 6.231                                      | 6.458 | 6.280 | 6.726 | 6.377 | 6.157 |
| Des de 1962: població sense dobles comptes |       |       |       |       |       |

## Administració
| Període   | Identitat          | Partit        |
| --------- | ------------------ | ------------- |
| 1989-1990 | Jean Pauchard      |               |
| 1990-1995 | Alexandre Gravelle |               |
| 1995-2008 | René Drollon       |               |
| 2008-     | Annette Auffret    | Divers gauche |